# Alfons Bellesheim
Alfons Bellesheim (* 16. Dezember 1839 in Montjoie; † 5. Februar 1912 in Aachen) war ein deutscher Kirchenhistoriker und Stiftspropst am Aachener Dom.

## Leben und Wirken
Der Sohn des Apothekers Wilhelm Bellesheim (1801–1867) und der Margarethe, verwitwete Gierligs, geborene Dumesnil (1797–1866), besuchte zunächst die Lateinschule in Monschau, wechselte aber dann auf ein Dürener Gymnasium über, wo er 1858 sein Abitur ablegte. Anschließend studierte er katholische Theologie an den Universitäten Bonn und Tübingen und besuchte das Priesterseminar Köln. Nach seiner Priesterweihe im Jahr 1862 wurde Bellesheim als Kaplan an Santa Maria dell’Anima übernommen, wo er bis 1865 tätig war und in den letzten Monaten seiner dortigen Dienstzeit in Rom promovierte.
Nach seiner anschließenden Rückkehr nach Deutschland erhielt Bellesheim eine Anstellung als Domvikar am Kölner Dom und zugleich als Sekretär des Generalvikariats. Bedingt durch den Kulturkampf in den 1870er-Jahren musste Bellesheim, der immer treu zu seinem aus politischen Gründen im Jahr 1874 verhafteten Erzbischof Paulus Ludolf Kardinal Melchers gestanden hatte, seine Ämter in Köln aufgeben. Daraufhin widmete er sich in den nächsten mehr als 25 Jahren verstärkt wissenschaftlich-theologischen Forschungen und verfasste einen Großteil seiner Publikationen, darunter 10 Bücher, 4 Broschüren, 148 Aufsätze und 77 Lexikaeinträge. Ein Schwerpunkt hierbei bildete sein Interesse für die Kirchengeschichte der britischen Inseln, wobei er sich für entsprechende Recherchen von 1881 bis 1884 erneut für drei Jahre in Rom im Vatikanischen Archiv aufhielt.
Schließlich wurde Bellesheim im Jahr 1902 zum Stiftspropst am Aachener Dom berufen, wo er sich schwerpunktmäßig um dessen Restaurierung sowie um die Vorbereitung und Organisation der Aachener Heiligtumsfahrten 1902 und 1909 bemühte. Er übte dieses Amt bis zu seinem Tode aus und wurde zwischenzeitlich für sein Lebenswerk mit dem Ehrentitel eines Apostolischen Protonotar geehrt.
Bellesheim hatte per Testament veranlasst, dass seine umfangreiche Privatbibliothek, bestehend aus ca. 4000 Bänden, überwiegend Kirchengeschichte, darunter auch englisch- und französischsprachigen Werken, sowie scholastischer Theologie, Exegese, Hymnologie und sonstiger theologischer Literatur nach seinem Tod der öffentlichen Stadtbibliothek Aachen zu übertragen sei.
Alfons Bellesheim fand seine letzte Ruhestätte in der Grabstätte seiner Eltern auf dem Aachener Ostfriedhof.

## Schriften (Auswahl)
- Giuseppe Cardinal Mezzofanti : Ein Lebensbild aus der Kirchengeschichte des 18. und 19. Jahrhunderts, Woerl, Würzburg 1879
- Die Elementarschulen im katholischen England, Foesser, Frankfurt a. M. 1882
- Geschichte der Katholischen Kirche in Schottland von der Einführung des Christenthums bis auf die Gegenwart, 2 Bände, Kirchheim, Mainz 1883
- Wilhelm Cardinal Allen und die englischen Seminare auf dem Festlande, Mainz 1885
- Geschichte der Katholischen Kirche in Irland von der Einführung des Christenthums bis auf die Gegenwart, Drei Bände, Kirchheim, Mainz 1890/91
- Henry Edward Manning ; Cardinal-Erzbischof von Westminster (1808–1892), Kirchheim, Mainz 1892
- Charles Cardinal Lavigerie, Erzbischof von Karthago und Primas von Afrika (1825–1892). In: Der Katholik, Zeitschrift für katholische Wissenschaft und kirchliches Leben, 27. Jg., Heft 3, S. 248–266[1] und Heft 4, S. 356–377[2], Kirchheim, Mainz 1897
- Aufsätze in Der Katholik, Zeitschrift für katholische Wissenschaft und kirchliches Leben[3]
- Aufsätze in den Historisch-politischen Blättern für das katholische Deutschland[4]